# Karl Mages
Karl Mages (* 12. Februar 1905 in Lambsheim in der Pfalz; † 1995) war ein nationalsozialistischer Redakteur und von 1938 bis 1945 letzter Intendant des Reichssenders Saarbrücken.

## Leben
Nach dem Realschulabschluss nahm Karl Mages eine Tätigkeit in einer Schnellpressenfabrik in Frankenthal auf. Er meldete sich freiwillig zum Arbeitsdienst in Mecklenburg und Brandenburg beim Bund Artam, der 1934 in die Hitlerjugend eingegliedert wurde. Zum 1. Oktober 1930 trat er in die NSDAP ein (Mitgliedsnummer 368.579) und wurde Schriftleiter der nationalsozialistischen Tageszeitung NSZ Rheinfront. 1933 zog er nach Saarbrücken und wurde ein Jahr später Schriftleiter des „Jahrbuch für das Deutsche Volk 1935 – Unsere Saar“ des  Reichssenders Saarbrücken.
1935 wurde Adolf Raskin, ein Vertrauter des NS-Propagandaministers Joseph Goebbels, erster Intendant des Reichssenders Saarbrücken und Karl Mages, mit dem NS-Gauleiter Josef Bürckel verschwägert, dessen Sendeleiter.
1938, als Raskin zum Intendanten des Reichssenders Wien ernannt wurde, folgte ihm Mages im Amt des Intendanten in Saarbrücken.
Im Jahr darauf zog der Sender in sein neues Domizil auf dem Halberg in Saarbrücken. 1940, nachdem Adolf Raskin im November des Jahres tödlich verunglückte, war Mages neben seiner Tätigkeit als Intendant in Saarbrücken in gleicher Funktion beim Reichssender Wien eingesetzt.
1943 erhielt Mages das Goldene Parteiabzeichen der NSDAP. Am 17. März 1945 wurde der Sender Heusweiler durch alliierte Luftangriffe zerstört.
Nach dem Krieg war Mages zunächst Leiter von Radio Saarbrücken und dann erster Direktor des Saarländischen Rundfunks. Diese Position hatte er bis 1948 inne. 1949 verließ er den Sender und wurde freier Mitarbeiter beim Fränkischen Anzeiger, der nach seinem Verbot 1945 wieder unternehmerisch tätig werden durfte. 1955 wurde er dort zum Chefredakteur ernannt.
Am 21. April 1947 wurde er im Entnazifizierungsverfahren durch die Spruchkammer Rothenburg ob der Tauber als Mitläufer (Gruppe IV) eingestuft und mit einem Sühne-Geldbetrag von 500 Reichsmark belegt.
In der 1960 von rechtsextremen Verlegern, Journalisten und Publizisten gegründeten „Gesellschaft für freie Publizistik“ (GfP) leitete Mages die Arbeitsgruppe Presse.
1961 siedelte er nach Bad Nenndorf in Niedersachsen über. Wenig später war er Chef vom Dienst bei der National-Zeitung in München. Diese Wochenzeitschrift, deren Herausgeber Gerhard Frey war, verbreitete in ihren Artikeln nationalsozialistisches Gedankengut aus der Nazi-Ära. August 1967 ermittelte die Münchener Staatsanwaltschaft gegen Frey und Mages  wegen „fortgesetzter Volksverhetzung, staatsgefährdender Agitation und Beleidigung“. Es kam nicht zu einer Anklage, denn diese scheiterte an den Hürden des Bundesverfassungsgerichtes in Karlsruhe.
Am 18. Mai 1934 heiratete Mages in Kottweiler-Schwanden  Gerda Jordan. Mit ihr hatte er die Kinder Bernhard (* 1938), Ute (* 1941) und Helga (* 1944).

### Parteiämter
- Gaubeautragter Saarpfalz bei der Dienststelle des Beauftragten der NSDAP für außenpolitische Fragen[7]
- Gaukulturwart Westmark
- 1943 bis 1945 Kulturreferent, Mitglied der Reichspressekammer und der Reichsrundfunkkammer

### Sonstiges
Im „Braunbuch, Kriegs- und Nazi-Verbrecher in der Bundesrepublik“, erschienen 1965 in der DDR, wird Mages’ Tätigkeit im NS-Staat beschrieben.